# Mahlagha Mallah
Mahlagha Mallah (Perzisch: مه‌لقا ملاح; nabij Now Kandeh, 21 september 1917 – Teheran, 8 november 2021) was een bibliothecaresse en milieuactiviste uit Iran. Ze is de oprichter van de Women's Society Against Environmental Pollution. Ze staat bekend als de "Moeder van het milieu van Iran".

## Biografie
Mallah werd geboren in een karavanserai in de buurt van Now Kandeh (Golestan), terwijl haar ouders naar Mashhad afreisden voor een pelgrimage. Haar moeder Khadijeh Afzal Vaziri (en) en haar grootmoeder Bibi Khanoom Astarabadi (en) waren beide vrouwenrechtenactivisten in Iran. In 1934 trad de 17-jarige Mallah in het huwelijksbootje met Hossein Abolhasani (1920-2009). Haar jongere zus was schrijfster Mehrangiz Mallah (1923-2013).
Mallah overleed op 104-jarige leeftijd in Teheran.

## Activisme
Mallahs interesse in milieuactivisme werd gestimuleerd door haar moeder, Khadijeh Afzal Vaziri. Haar interesse groeide echter toen ze als bibliothecaresse werkte en in 1973 een boek over vervuiling had gelezen.
Nadat Mallah in 1977 met pensioen ging, begon ze onderzoek te doen naar vervuiling in Teheran. Ze begon huizen te bezoeken en bij mensen aan te kloppen om met hen te praten over vervuiling en andere milieukwesties. Ze richtte de organisatie Women’s Society Against Environmental Pollution op, de eerste niet-gouvernementele milieuorganisatie in Iran. Het werd opgericht in 1993 en geregistreerd bij het Ministerie van Binnenlandse Zaken in 1995. In 2012 was haar organisatie de grootste milieugroepering in Iran geworden. Haar organisatie is gevestigd in 14 Iraanse steden en heeft meer dan 25.000 gezinnen in staat gesteld te recyclen. In 2011 was het naar verluidt de meest populaire milieugroep in het land.